# Le Jugement dernier (Venusti)
Pour les articles homonymes, voir Jugement dernier (homonymie).
Le Jugement dernier est une peinture a tempera sur panneau du peintre maniériste italien Marcello Venusti, réalisée en 1549 et conservée au Musée national de Capodimonte, à Naples. 

## Histoire et description
La peinture a été commanditée par le cardinal Alessandro Farnese à Marcello Venusti en 1549 afin de pouvoir conserver dans leur collection de famille une copie du célèbre Jugement dernier peint par Michel-Ange dans la chapelle Sixtine à Rome, achevée en 1541. Arrivée à Naples dans la Collection Farnèse à la fin du XVIIIe siècle, la peinture se trouve dans la salle 9 du musée de Capodimonte. 
La particularité de cette œuvre réside dans le fait qu’il s’agit de l’une des principales documentations sur la manière dont la fresque de Michel-Ange était présentée avant les diktats imposés par le concile de Trente en 1564, qui a conduit Daniele da Volterra à couvrir les scènes de nus ou considérées comme indécentes. Cependant l'œuvre de Venusti, bien que fidèle à l'original, présente quelques modifications, notamment dans la scène du Christ juge, où une gloire d'anges est insérée, en opposition à l'isolement souhaité par Michel-Ange.